# Mundialito de Clubes de Fútbol Playa de 2013
El III Mundialito de Clubes de Fútbol Playa se disputó en Río de Janeiro, Brasil, del 10 al 17 de noviembre de 2013. La sede principal de los juegos fue la playa Copacabana. El equipo brasileño Corinthians se proclamó campeón del torneo por primera vez en la historia del evento.

## Equipos participantes
En cursiva, los equipos debutantes en el Mundialito de Clubes de Fútbol Playa.
| Equipos participantes | Equipos participantes | Equipos participantes | Equipos participantes |
| --------------------- | --------------------- | --------------------- | --------------------- |
| Al-Ahli               | Botafogo              | Flamengo              | Peñarol               |
| Barcelona             | Corinthians           | Milan                 | Vasco da Gama         |

## Sistema de competición
- En la primera fase, los ocho equipos participantes se encuentran divididos en dos grupos de cuatro integrantes. Juegan todos contra todos y los que ocuparon las primeras dos posiciones pasan a la segunda fase.
- En la segunda fase, los cuatro equipos clasificados van emparejados y juegan a eliminación directa para definir el campeón y también el tercer puesto.

## Resultados

### Primera fase

#### Grupo A
| Equipo        | Pts. | PJ | PG | PG+ | PP | GF | GC | Dif. |
| ------------- | ---- | -- | -- | --- | -- | -- | -- | ---- |
| Botafogo      | 6    | 3  | 2  | 0   | 1  | 8  | 6  | 2    |
| Vasco da Gama | 5    | 3  | 1  | 1   | 1  | 10 | 9  | 1    |
| Barcelona     | 3    | 3  | 1  | 0   | 2  | 11 | 12 | -1   |
| Al-Ahli       | 3    | 3  | 1  | 0   | 2  | 7  | 9  | -2   |

| Fecha           | Lugar          | Local         | Resultado      | Visitante     |
| --------------- | -------------- | ------------- | -------------- | ------------- |
| 13 de noviembre | Río de Janeiro | Botafogo      | 2:0            | Al-Ahli       |
| 13 de noviembre | Río de Janeiro | Vasco da Gama | 4:4 (1:0 pen.) | Barcelona     |
| 14 de noviembre | Río de Janeiro | Al-Ahli       | 4:6            | Vasco da Gama |
| 14 de noviembre | Río de Janeiro | Botafogo      | 5:6            | Barcelona     |
| 15 de noviembre | Río de Janeiro | Barcelona     | 1:3            | Al-Ahli       |
| 15 de noviembre | Río de Janeiro | Vasco da Gama | 0:1            | Botafogo      |

#### Grupo B
| Equipo      | Pts | PJ | PG | PG+ | PP | GF | GC | Dif |
| ----------- | --- | -- | -- | --- | -- | -- | -- | --- |
| Corinthians | 9   | 3  | 3  | 0   | 0  | 11 | 8  | 3   |
| Flamengo    | 6   | 3  | 2  | 0   | 1  | 19 | 10 | 9   |
| Peñarol     | 3   | 3  | 1  | 0   | 2  | 14 | 19 | -5  |
| Milan       | 0   | 3  | 0  | 0   | 3  | 11 | 18 | -7  |

| Fecha           | Lugar          | Local       | Resultado | Visitante   |
| --------------- | -------------- | ----------- | --------- | ----------- |
| 10 de noviembre | Río de Janeiro | Flamengo    | 1:2       | Corinthians |
| 13 de noviembre | Río de Janeiro | Corinthians | 4:3       | Peñarol     |
| 13 de noviembre | Río de Janeiro | Flamengo    | 7:3       | Milan       |
| 14 de noviembre | Río de Janeiro | Peñarol     | 5:11      | Flamengo    |
| 14 de noviembre | Río de Janeiro | Corinthians | 5:4       | Milan       |
| 15 de noviembre | Río de Janeiro | Milan       | 4:6       | Peñarol     |

### Segunda fase
|  | Semifinales     | Semifinales     |       |               | Final              | Final           |  |
|  | 15 de noviembre | 15 de noviembre |       |               | 16 de noviembre    | 16 de noviembre |  |
|  |                 |                 |       |               |                    |                 |  |
|  |                 |                 |       |               |                    |                 |  |
|  | Corinthians     | 2               |       |               |                    |                 |  |
|  | Vasco da Gama   | 0               |       |               |                    |                 |  |
|  |                 |                 |       |               |                    |                 |  |
|  |                 |                 |       |               |                    |                 |  |
|  |                 |                 |       |               | Corinthians (pen.) | 3 (1)           |  |
|  |                 | Flamengo        | 3 (0) |               |                    |                 |  |
|  |                 |                 |       |               |                    |                 |  |
|  |                 |                 |       |               |                    |                 |  |
|  |                 |                 |       |               | Tercer lugar       |                 |  |
|  |                 |                 |       |               |                    |                 |  |
|  | Botafogo        | 2               |       | Vasco da Gama | 3                  |                 |  |
|  | Flamengo        | 3               |       |               | Botafogo           | 1               |  |

#### Semifinales
| Fecha           | Lugar          | Local       | Resultado | Visitante     |
| --------------- | -------------- | ----------- | --------- | ------------- |
| 16 de noviembre | Río de Janeiro | Corinthians | 2:0       | Vasco da Gama |
| 16 de noviembre | Río de Janeiro | Botafogo    | 2:3       | Flamengo      |

#### Tercer lugar
| 17 de noviembre de 2013 | Vasco da Gama                                 | 3:1                       | Botafogo        |  |  |
|                         | Gil 2' (2) · Jorginho 1' (2) · Botinho 8' (3) | ( 0:0, 2:1, 1:0 ) Reporte | Bernardo 4' (2) |  |  |

#### Final
| 17 de noviembre de 2013 | Corinthians                                              | 3:3 (1:0 p.)                   | Flamengo                              |  |  |
|                         | Fernando DDI 3' (1) · André 5' (2) · Bruno Xavier 1' (2) | ( 1:1, 2:0, 0:2, 0:0 ) Reporte | Eudin 3' (1) 7' (3) · Benjamín 4' (3) |  |  |
|                         |                                                          | Tiros desde el punto penal     |                                       |  |  |
|                         | Bruno Xavier                                             |                                | Benjamín                              |  |  |

| Bandera de Brasil             |
| Campeón Corinthians 1° título |